# 緊急情況規例條例
《緊急情況規例條例》（英語：Emergency Regulations Ordinance），俗稱《緊急法》，是香港法例第241章，1922年時由殖民地政府因應海員大罷工事件訂立，並於1997年過渡到特區政府繼續適用。現行條文授權行政長官會同行政會議在其認為屬緊急或危害公安的情況時（或議會休會時），訂立任何他認為合乎公眾利益的規例，毋須先經過立法機關審議。
《緊急法》前身可追溯到1844年港府立法機關通過，又被倫敦政府廢除的《戒嚴法》，訂立《緊急法》以來，港府或用以處理大型社會運動，如1925年省港大罷工，1931年灣仔反日騷動，1956年雙十暴動和1967年六七暴動等；或其他緊急情況，如1929年旱災，1932年霍亂流行，1950年硬幣短缺和1973年石油危機等。香港回歸後，特區政府首次在2019年反對逃犯條例修訂草案運動期間使用《緊急法》，引起公衆關注该条例的合法性。
2019年11月18日，香港高等法院原訟法庭裁定《緊急情況規例條例》在「危害公安」的情況下使用是不符合《基本法》的規定，但在翌年4月9日上訴法庭推翻判決，裁定在部分情況下合憲，並指出行政長官會同行政會議有權在任何危害公安的情況下，進行緊急立法。

## 歷史及背景
1844年8月港督戴維斯在定例局（立法局前身）通過《人口登記法例》，引發了全港性的大罷工。在事件平息之後，戴維斯爲了應對日後的大罷工，定例局於11月20日通過《戒嚴法》，規定港府可以無須經過立法局通過，隨時下令宣佈戒嚴。讓總督在「緊急狀況」下取得行政局同意後實行戒嚴法，容許他們發出的公告直接具備等同獲立法局通過的法律效力。後來倫敦方面廢除了這一法令。
1922年，香港海員要求英資公司加薪不遂，引發海員大罷工。香港政府於2月28日制定《緊急情況規例條例》應對。當時條文賦予港督會同行政局權力就資訊審查、逮捕、拘留、交通和港口管制、貿易、出入口、沒收財產、強制勞動、懲罰違反規例人士等事宜制定緊急規例，違反規例的最高刑罰為罰款$1000港元及監禁1年，在1949年，緊急規例的範圍增加修訂法律、進入和搜查處所和發出牌照等，規例可就任何罪行規定以任何刑罰及制裁，而立法局的權力局限於審視規例中可處死刑條文。比起當時其他英國殖民地，港督會同行政局行使緊急權力時更不受立法機構約制。引入法律後，英國政府已經關注條例所賦予港督會同行政局的龐大權力及其潛在危險。

## 賦予的權力
大律師吳靄儀解釋：『《緊急情況規例條例》是殖民地法例，賦予港督會同行政局，在認為出現了「緊急情況」（emergency）或「危害公安」（public danger），直接通過任何港督認為適當的緊急規例（may make any regulations whatsoever）的權利。該條例的實質效果，就是容許港督在行政局同意之下，凌駕性地擱置、更改、擴大現行法例，毋須經立法局而訂立新法』。換而言之，《緊急法》是容許行政長官繞過立法會仔細審議和辯論程序的方式來制訂新規例的緊急措施。規例內容範圍涵蓋審查傳媒、禁止集會、管制交通、沒收財產、修訂法例、強制服務、遞解離境等等，有效時期可持續至另行命令廢除，權力相當廣泛。

## 條文內容
|                                                        | (1) 在行政長官會同行政會議認為屬緊急情況或危害公安的情況時，行政長官會同行政會議可訂立任何他認為合乎公眾利益的規例。 (2) 在不損害第(1)款條文的一般性的原則下，該等規例可就下列事項作出規定 —— (a) 對刊物、文字、地圖、圖則、照片、通訊及通訊方法的檢查、管制及壓制； (b) 逮捕、羈留、驅逐及遞解離境； (c) 對香港的海港、港口及香港水域和對船隻移動的管制； (d) 陸路、航空或水上運輸，以及對運送人及東西的管制； (e) 貿易、出口、進口、生產及製造； (f) 對財產及其使用作出的撥配、管制、沒收及處置； (g) 修訂任何成文法則，暫停實施任何成文法則，以及應用任何不論是否經修改的成文法則； (h) 授權進入與搜查處所； (i) 賦權該等規例指明的主管當局或人士訂立命令及規則，並賦權他們為施行該等規例而製備或發出通知書、牌照、許可證、證明書或其他文件； (j) 就為施行該等規例而批給或發出任何牌照、許可證、證明書或其他文件，收取該等規例訂明的費用； (k) 代表行政長官取得任何財產或業務的管有或控制； (l) 規定某些人進行工作或提供服務； (m) 向受該等規例影響的人支付補償及報酬，以及就上述補償作出決定；及 (n) 對違反該等規例或任何在香港施行的法律的人的拘捕、審訊及懲罰， 並可載有行政長官覺得為施行該等規例而屬必需或合宜的附帶條文及補充條文。 (3) 根據本條條文訂立的任何規例，須持續有效至行政長官會同行政會議藉命令廢除為止。 (4) 任何規例或依據該規例訂立的命令或規則，即使與任何成文法則中所載者有抵觸，仍具效力；而任何成文法則中任何條文如與任何規例或任何上述命令或規則有抵觸，則不論該條文是否在其實施過程中已根據第(2)款予以修訂、暫停或修改，只要上述規例、命令或規則仍屬有效，上述有抵觸之處並無效力。 |
| ——香港法例第241章《緊急情況規例條例》－ 訂立規例的權力 | |

## 動用歷史

### 二戰前時期
1921年底，香港兩大英資公司渣甸及太古拒絕海員加薪，導致海員工人決定罷工抗議，未幾各行各業加入聲援，人數多達十數萬人，導致天星小輪也沒有人駕駛。當年的罷工導致香港百業蕭條，社會動盪。為了控制局面，殖民地政府於1922年2月28日倉卒頒布《緊急法》，條文包括限制工人返鄉，停駛九廣鐵路等細項，確保香港有足夠的儲備勞動力量。3月3日，數百名華籍工人，由油麻地普慶戲院北上，打算經陸路上廣州。當遊行隊伍抵達沙田大埔道時，由警隊助理警司京氏（T. H. King）率領的印籍軍隊先對遊行隊伍的周邊開火，然而工人卻未有理會，結果警隊向工人遊行隊伍開火，遊行隊伍立即避匿，結果槍殺四人，另傷七人，史稱「沙田慘案」。「沙田慘案」招致華人極大憤恨，華洋勞資的鴻溝繼續拓張，殖民地政府交涉不果。經歷幾天拉鋸，資方最終同意加薪達15%至30%，罷工最終在3月8日結束。
1925年香港出現大罷工，港府藉《緊急法》打壓罷工；1929年香港爆發旱災，港府兩度以《緊急法》立例徵用水源設施和協助維持制水秩序；1932年中國大陸霍亂病流行，為免疫情擴散，港府以《緊急法》立例禁止小販出售切開的水果、冰淇淋、涼粉等食物，以及果汁或藥草加工飲料；1935年香港出現了一宗本地騾子感染瘋狗症的病例，港府以《緊急法》立例不讓馬匹離開新界或吃草。

### 二戰後時期
為有效應付戰後走私、中國難民等問題，香港政府於50至70年代大量運用《緊急情況規例條例》制定緊急規例，內容包括一些針對公共安全罪行和黃金走私等的預防性拘留和遣返的權力等。
1949年，港府根據原有的《緊急情況條例》制定了137條《緊急（主體）規例》，當中包括收回靠近邊境的土地，以免共產黨滲透香港；翌年，香港出現硬幣危機，港府禁止市民囤積硬幣；同年，緊急法規定持有炸彈或武器者可被判處死刑，但因倫敦外交部認為違反人權而在1955年廢除。
1952年，港府根據《緊急法》訂立《緊急（徙置區）規例》，容許慈善機構及宗教團體設立平房區，以收容逃到香港的難民。有關規例於1958年轉化為永久性質的《徙置條例》，但於1973年房委會成立時被廢除，而相關權力轉歸房委會。
1954年，英國殖民地部要求港府廢除《緊急（主體）規例》中某些條文，認為這些條文賦予港府過大權力，港府一度拒絕，稱緊急規例有助減少罪案，而且未有引起本地廣泛反對，但最終於1955年9月決定廢止有關條文。
1956年發生雙十暴動，根據《緊急法》頒佈《緊急（拘留令）規例》，拘留不良份子並遞解出境。
1960至61年，壓力團體JUSTICE和時任正按察司批評香港運用緊急法律在未經審訊下長期扣留外地人，侵害他們的人身自由。時任律政司和港督均認為有必要維持緊急法律，以避免類似1956年雙十暴動情況再次發生。
1965年和67年，港府因應銀行擠提和英鎊急貶導致香港金融系統不穩，分別制定《緊急（銀行管制）規例》來禁止存戶提取每天超過100元，和宣布全港銀行休息一天。

#### 1967年暴動

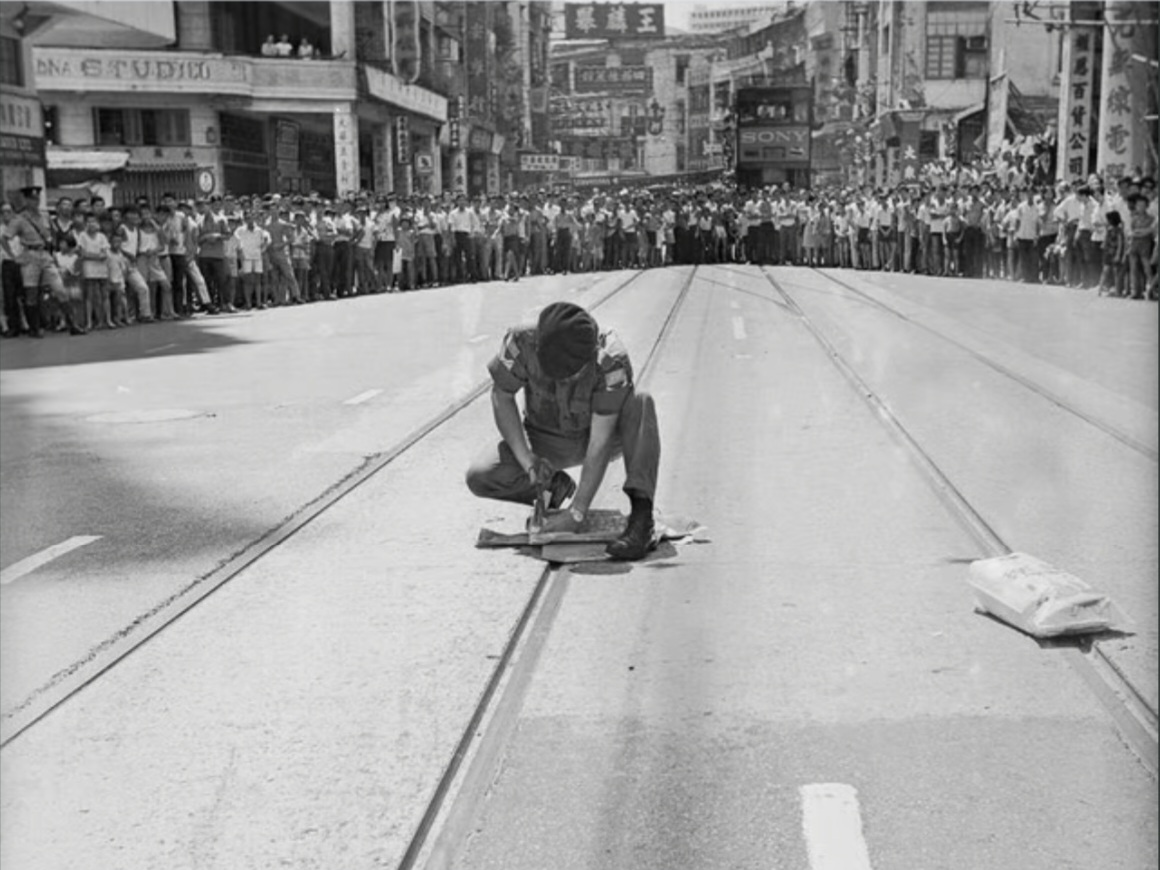
六七暴動期間，左派人士在鬥委會驅使下發動連串炸彈襲擊，包括在香港電車的路軌上放置土製炸彈，香港各區發現的真假炸彈多至每天超過一百個，奉召到場拆彈的駐港英軍軍火專家疲於奔命，港府於1967年9月通過緊急法禁止市民管有煙花爆竹等爆炸品

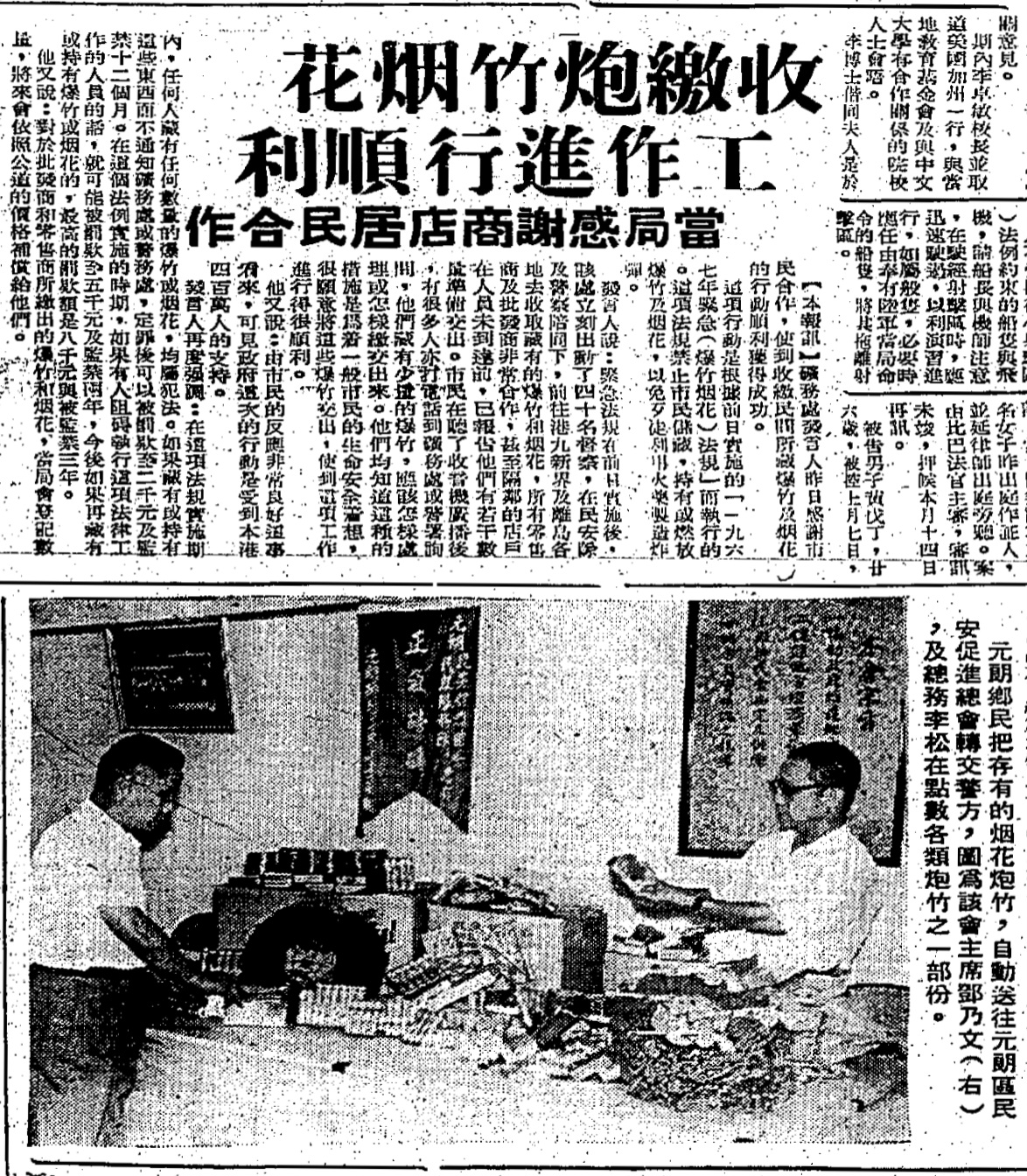
《工商日報》在1967年9月10日報道，因應左派組織屢次使用土製炸彈進行恐怖襲擊，港府已通過《緊急法》頒布《一九六七年緊急措施（煙火）規則》禁止公眾管有煙花爆竹，並要求批發商及零售商交出存貨，商戶都樂意配合政策推行，市民亦響應將持有的煙花爆竹交出，避免歹徒利用作為土製炸彈的材料，礦務處發言人感謝商戶及市民通力合作

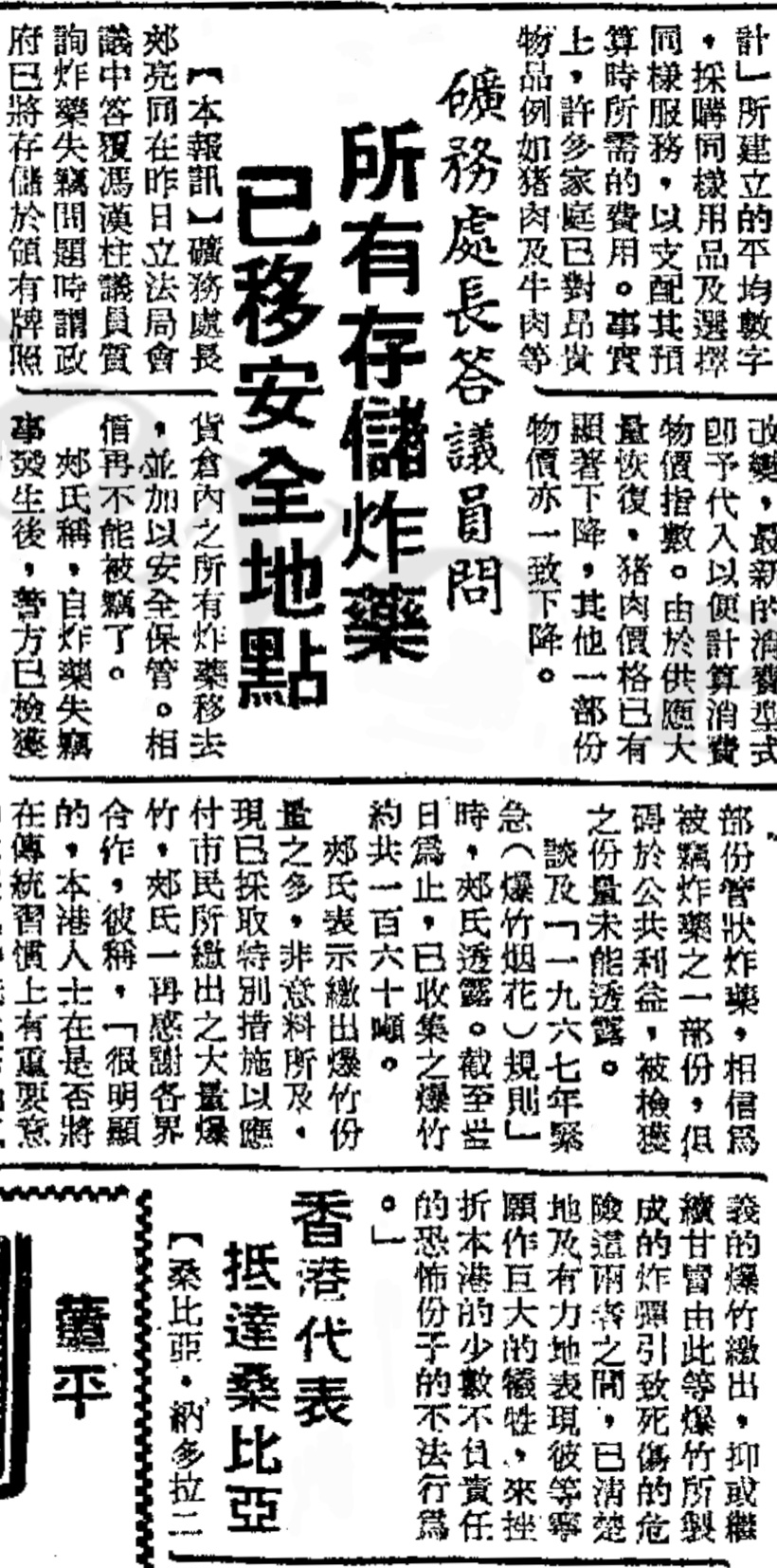
1967年9月20日礦務處處長郟亮同回應立法局議員馮漢柱質詢時表示，因應存放在建築工地持牌倉庫的管狀炸藥發生失竊，已將各持牌倉庫的炸藥轉移到政府倉庫保管，而在《一九六七年緊急措施（煙火）規則》頒布後，社會各界紛紛響應繳出煙花爆竹，截至9月19日已從市面收集煙花爆竹約160噸，礦務處處長稱這清楚顯示香港市民寧願放棄傳統習慣也要挫敗香港境內少數不負責任的恐怖份子

六七暴動期間，港督戴麟趾和輔政司祁濟時根據《緊急法》，共頒佈了5個緊急規例，包括擴大警權，容讓逮捕、搜查、封閉場所、檢控工作更為迅速。
- 5月24日，《緊急（防止煽動性言論）規例》：禁止煽動性廣播、發出煽動性言詞或協助煽動者，最高罰款五萬元及監禁十年。屋字業主、居住者及管理者容許所屬屋宇散播煽動性言論亦會被控告。[27]
- 6月1日，《緊急（防止煽動性標語）規例》：禁止張貼煽動性標語，包括「足以激起暴亂或破壞法律」、「散播對政府的不忠」及「企圖損害警方或公務員的忠誠」。最高罰款五千元及監禁兩年。[28]
- 6月23日，《緊急（禁區）規例》：總督得下令宣佈任何地方為禁區，若擅進禁區最高可罰款五千元及入獄三年。[29]
- 6月24日，《緊急（防止恐嚇）規例》：於任何多於一人的聚集中，只要其中有人進行恐嚇行動，任何參與聚集的人屬犯此罪。最高可判罰監禁五年。[30]
- 7月20日，《緊急（主體）規例（施行）命令》（Emergency (Principal) Regulations (Commencement) Order），發布九項緊急規例：[23]
  1. 虛偽報告之散播
  2. 檢查武器之權力
  3. 內庭不公開審訊
  4. 啟封或封閉屋宇之命令
  5. 表明身份
  6. 驅散集會之權力
  7. 阻礙罪行
  8. 集會罪行
  9. 破壞罪行
- 7月22日，「修訂一九六七年《緊急（主體）規例》第四十條條文」，任何獲授權人員，不需持有搜查令，可進入屋宇，車輛或船隻，搜查任何武器或軍火，同時可截查可疑人物；此外，任何人如獲悉別人藏有攻擊性武器者，須向警方檢報[31][32]。
- 1967年9月8日，《緊急措施（烟火）規則》（Emergency (Firework) Regulations）生效，目的是收集所有種類的爆竹及煙花，避免它們內含的物料被用作製造土製炸彈[33]。

由於在香港的左派團體企圖將文化大革命引入到香港，在5月發起騷亂並持續襲擊平民，鬥委會為首的左派團體更於7月起發動炸彈襲擊浪潮，驅使左派人士及左校學生使用土製炸彈進行無差別的炸彈襲擊，接連發生清華街慘案、林彬慘案及西環炸彈襲擊等命案，香港市面屢現燒巴士、炸電車等造成無辜市民死傷的襲擊事件，當時的社會氣氛極為緊張，普羅大眾已相當恐懼，市民連出門上班上學都會有強烈的不安感，香港社會對左派人士發動連串恐襲甚為反感，多數市民傾向支持港府壓制鬥委會的恐怖活動，因此即使當時港府啟用緊急法並不斷增加條款，社會普遍持較正面的態度看待。
1969年1月15日因暴動平息及局勢緩和，香港政府宣佈停止執行三項《緊急（主體）規例》第二十七、四十一及一二九條。

#### 1973年石油危機
1973年石油危機期間全球能源短缺，《緊急情況規例條例》曾被用於實施「燈火管制」以減少燃料消耗，限制霓虹燈招牌、燈光廣告、陳列及泛光照明，只能在特定的時間開啟，並且禁止油站向駕車人士提供以容器盛載的燃油，避免囤積燃料，又把原定於1974年4月開始實施的夏令時間提早至當時是冬季的1973年12月30日起實施。

#### 1974年至1997年主權移交
《緊急法》在1973年後處於「休眠」狀態，最後多條緊急情況規例亦於1995年被總督會同行政局廢除，分別為：
- 《1995年緊急情況（徵用）（廢除）令》：廢除《緊急情況（徵用）規例》下4項命令。[48]
- 《1995年緊急情況（遞解出境及拘留）（表格）（廢除）令》：廢除《緊急情況（遞解出境及拘留）（表格）令》。[49]
- 《1995年指定羈押場所（綜合）（廢除）公告》：廢除《指定羈押場所（綜合）公告》[50]
- 《1995年緊急情況規例（廢除）令》：廢除《緊急情況（遞解出境及拘留）規例》、《緊急情況（主體）規例》和《緊急情況（徵用）規例》[51]
- 《1995年緊急情況（遞解出境及拘留）（諮詢審裁處）（廢除）規則》：《廢除緊急情況（遞解出境及拘留）（諮詢審裁處）規則》[52]

### 主权移交后

#### 訂立《禁止蒙面規例》

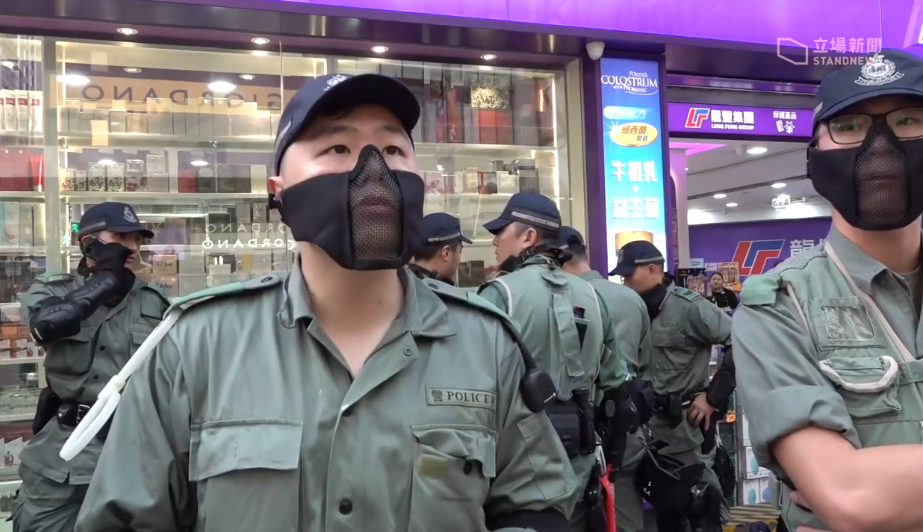
運動期間有警員蒙面及不展示警員編號。做法成為禁蒙面法立法的爭議之一，被人批評令公眾無法監察、投訴和追究

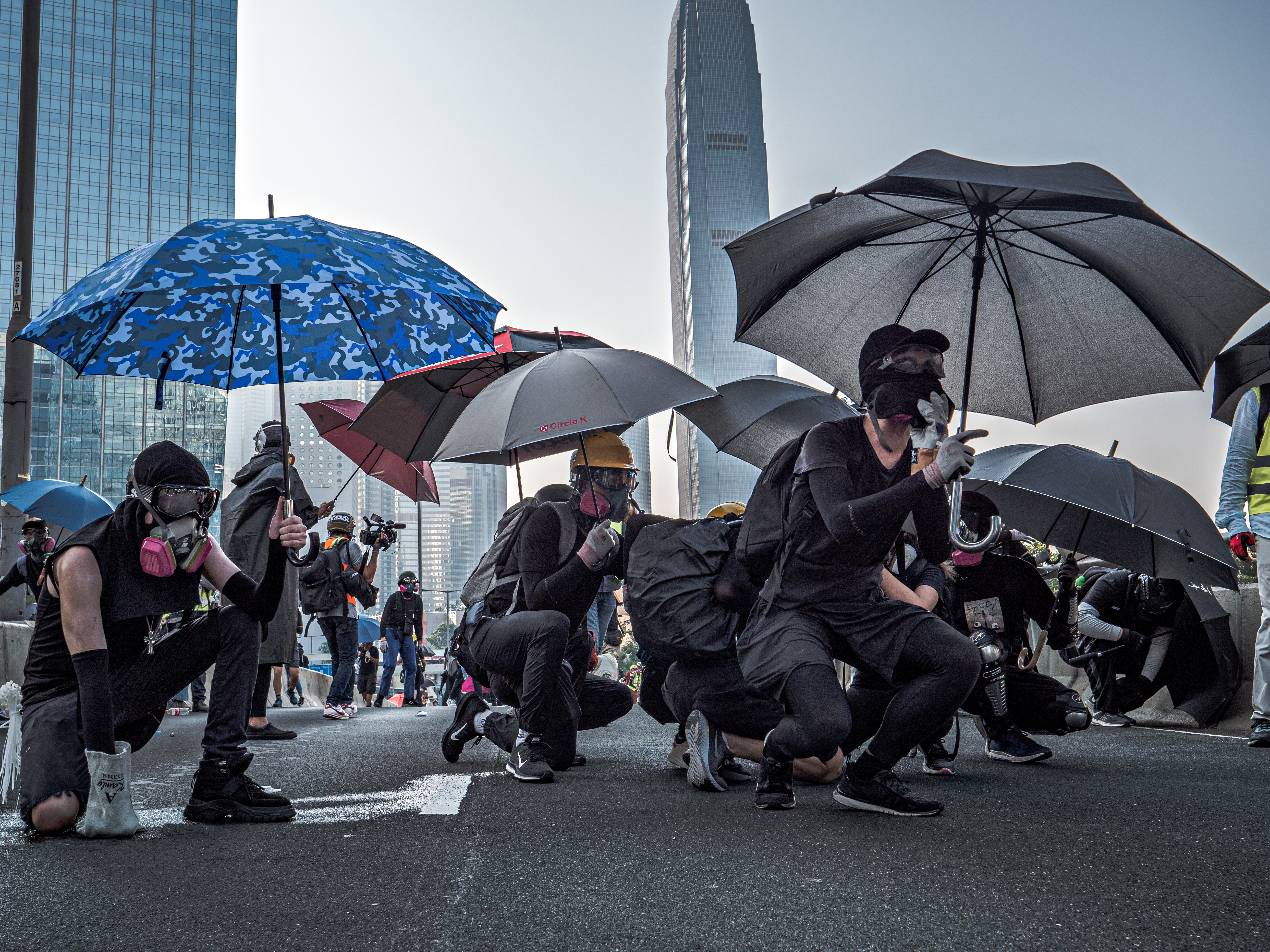
2019年10月4日，香港政府自回歸以來首次依《緊急法》頒佈《禁止蒙面規例》

於2019年10月4日訂立的《禁止蒙面規例》是自1997年主權移交後，首次動用《緊急法》執行的法律措施。當時香港正處於反修例運動之中，並出現持續加劇的暴力事件。行政長官林鄭月娥以「社會已出現危害公共安全的情況」為理由於下午宣佈訂立《禁止蒙面規例》，條例當日午夜起實施，希望形成阻嚇作用以制止暴力事件發生及加強警方權力以幫助其有效執法。
早在2019年8月27日，《星島日報》已引述消息指政府考慮引用《緊急法》處理反修例運動引發的衝突。行政長官林鄭月娥被問及有關傳聞時，未有直接否認，僅稱政府有責任審視任何可以「止暴制亂」的「法治」手段。非建制派普遍地反對做法，而建制派則意見不一（詳見「爭議」章節）。
《禁止蒙面規例》頒佈後，国务院港澳事务办公室、香港中联办亦表示支持。有多名民主派議員及公眾人士先後多次就政府引用《緊急法》向高等法院提出司法覆核並申請臨時禁制令暫緩執行禁蒙面法（詳見「禁蒙面法的司法事件」）。
2019年10月5日凌晨，香港警方於藍田啟田道以非法集結及用雜物設置路障，拘捕一名18歲男子及一名38歲女子，兩人已被暫控合共一項「非法集結」及各一項「違反《禁止蒙面規例》」罪，案件于10月7日提堂。该案成为《禁止蒙面規例》實施后首次以「違反《禁止蒙面規例》」罪拘捕的案件。全国人民代表大会常务委员会香港特别行政区基本法委员会副主任譚惠珠表示“这是一個測試個案，讓市民明白法律如何行使”，但由於《禁止蒙面規例》被裁定違憲，使案件需押後審理。

#### 押後第七屆立法會選舉
2020年7月31日，行政長官林鄭月娥以2019冠狀病毒病疫情肆虐影響公眾安全為由，故援引《香港法例》第241章《緊急情況規例條例》訂立附屬法例第241L章《緊急情況（換屆選舉日期）（第七屆立法會）規例》，押後至2021年9月5日才選行立法會選舉，並向中央人民政府尋求支持，並提呈全國人民代表大會常務委員會決定立法會真空期問題。

#### 押後2022年行政長官選舉
2022年2月，香港的新冠疫情惡化，中共總書記習近平對此向香港政府作出重要指示，要求把盡快穩控香港疫情作為當前壓倒一切的任務。2月18日，行政長官林鄭月娥宣布再次以2019冠狀病毒病疫情為由，引用《緊急情況規例條例》，將原定3月27日舉行的行政長官選舉，押後至5月8日。

#### 第五波2019冠狀病毒病疫情
2022年2月24日，香港政府再次引用《緊急情況規例條例》，訂立《緊急情況（豁免法定規定）（2019冠狀病毒病）規例》，賦權政務司司長為應對2019冠狀病毒病疫情，豁免一些法定牌照、註冊等的要求。

## 爭議

### 颱風山竹

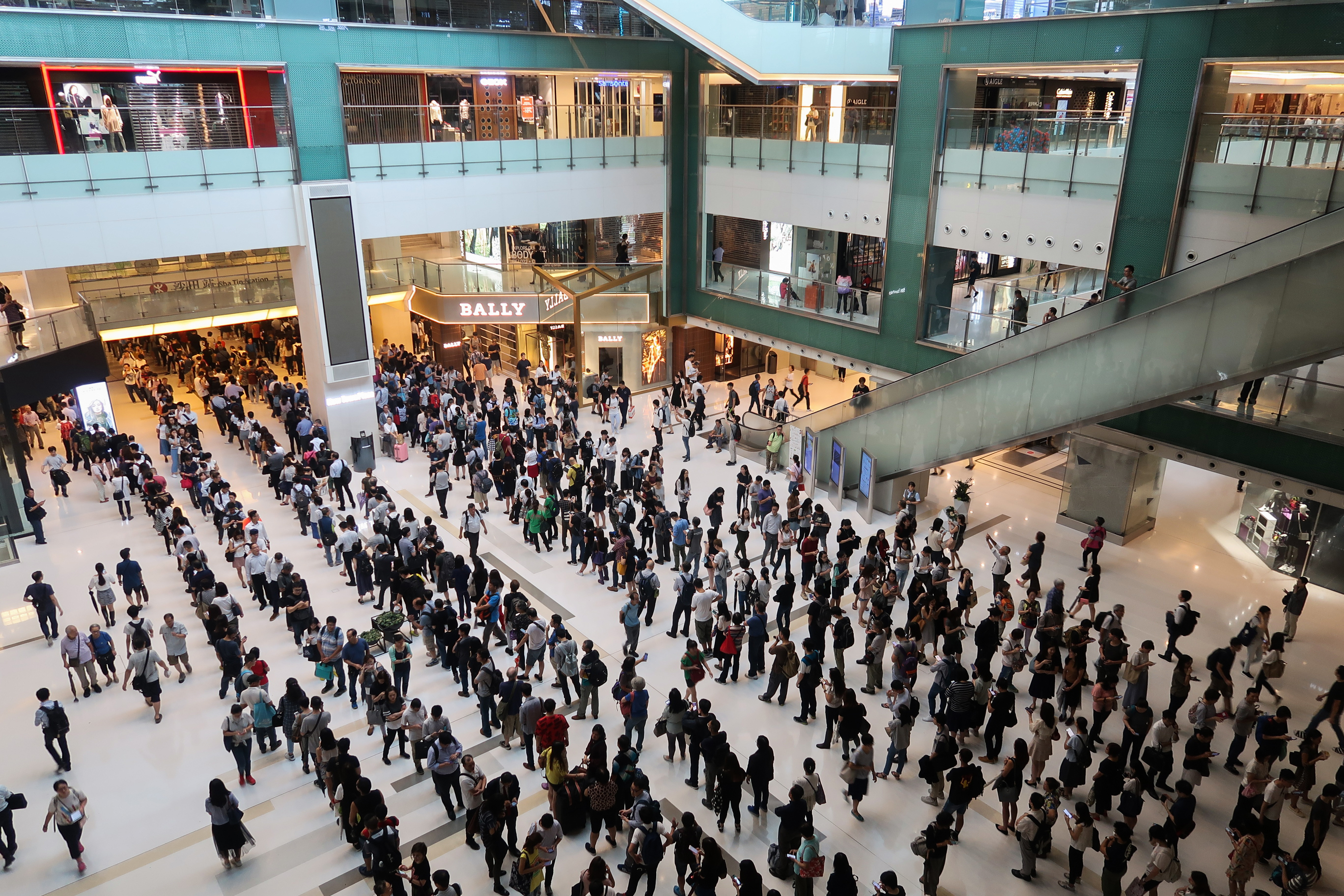
翌日早上，香港交通混亂和市面狀況惡劣下，大批市民排隊入閘乘搭港鐵去上班

2018年9月16日，超強颱風山竹襲港。翌日早上，香港天文台改發三號強風信號，但香港多處有塌樹情況，港鐵亦有樹枝壓毀高壓電纜，導致多條路線服務受阻，多個交通網絡接近癱瘓。法律界立法會議員郭榮鏗認為政府可以引用《緊急情況規例條例》宣布將9月17日列為公眾假期，保障市民安全，符合公眾利益，不認為將一個工作日訂為假期會造成嚴重經濟損失。行政會議成員湯家驊則認為條例不適用於風災過後宣布停工。港府後來訂立《極端情況》停工指示，以應付專門針對惡劣天氣的緊急情況，並在2023年9月8日的大暴雨後首次使用。

### 反送中示威
在反送中示威期間，香港建制派親中人士認為引用《緊急法》可以幫助「止暴制亂」，但其言論則在社會引起爭議。
民主派反對做法。民主派召集人毛孟靜批評條例會賦予行政長官會同行政會議無限權力，形同獨裁。公民黨郭家麒亦認為使用條例使香港尤如進入戰爭狀態，批評做法會使香港更混亂，並衝擊經濟。民主黨涂謹申更將法例形容為「殖民地鎮壓法」。莫乃光認為《緊急法》相比起社會動亂對於國際投資者對香港法治的印象和香港作為國際金融中心的地位，破壞力必定更加嚴重。前議員梁家傑反對使用《緊急法》解決問題，又指政治問題需政治解決，若使用「嚴刑峻法」，擔心只會適得其反。
香港大學法律學院首席講師張達明表示，引用《緊急法》推行禁蒙面法只會將香港推入萬劫不復的地步，政府是下一個非常大的賭注，因為現時的問題並非法律問題，而是政治問題，立禁蒙面法不但未必止暴制亂，更是向全世界宣示，香港政府不會再遵從法律程序處理法律問題，是一個很壞的先例。又稱會直接觸發外資撤資潮。自由黨鍾國斌憂慮引用條例影響外資對香港觀感，引發撤資，後果可能比示威活動更嚴重。又說，使用緊急法會對國際社會發出錯誤訊息，稱「現在香港是一個國際大都會，全世界都在看你香港，你不能用這種單純的方法，以為就能解決香港的問題。」 民建聯蔣麗芸則認為六七暴動事例顯示《緊急法》有效平息混亂，如果沒有更好辦法，動用條例無可厚非。 民間人權陣線則批評香港警察在近月行動中多次濫用致命武力，卻因警員蒙面及遮蔽警員編號而令公眾無法監察、投訴和追究，「第一個應該禁止蒙面的是香港警隊」，「不蒙面的榜樣由前線警員做起」。

### 合法性争议
在2019年反修例運動期間，自8月開始社會疑慮政府有可能動用《緊急法》，並對它的合法性引起一些爭議。爭議包括：引用《緊急法》立法違反《基本法》第66條規定的立法行政分權原則，即立法會是行政區唯一的立法機關，《緊急法》本身可能違憲；《緊急法》所訂立的法律，都不可以和基本法相抵觸 ，進行和平集會和遊行的權利受到《基本法》27條以及《香港法例》第383章《香港人權法案條例》所保障；《基本法》第18條訂明只有香港的主權國就香港是否局勢緊急、危害公安及香港社會問題上有決定權，沒有任何條文賦予行政長官自行宣佈特區進入緊急情況或狀態的權力。
香港大律師吳靄儀指出《香港基本法》没有赋予行政長官立法或制定規例的權力，也没有赋予行政長官宣布进入紧急状态的權力。而且《緊急情況規例條例》也不能凌驾于《香港基本法》之上。所以《緊急情況規例條例》可能成为一纸空文。
立法會法律界議員郭榮鏗表示在法律上，《緊急情況規例條例》並不能凌駕《公民權利和政治權利國際公約》及《基本法》。因此若以《緊急法》，如1967年般限制香港人的自由，以達致所謂的「止暴制亂」，其法理極有機會受到挑戰。
大衛·韋伯認為此法例違反憲法，認為大律師公會或其他人士應立即入禀申請司法覆核。
特區政府在2019年10月4日首次引用《緊急法》後，多名議員及公眾人物先後多次對引用《緊急法》及訂立《蒙面法》向高等法院申請司法覆核。包括在2019年10月5日，24位的泛民主派立法會議員，他們形容今次事件是「極權和法治對決」。申請司法覆核的人們也嘗試申請臨時禁令，但法庭以「是次爭拗複雜」及仍未有完整的證據為原因拒絕。
同年11月18日，香港高等法院原訟法庭就24名立法會現任議員及1名前任議員對《禁蒙面法》提出的司法复核頒下判詞，法庭裁定《緊急情況規例條例》在「危害公安」的情況下使用屬於違反《基本法》，行政長官透過《緊急情況規例條例》訂立的《禁蒙面法》亦被裁定違憲。律政司及後提出上訴。
2020年4月9日，高等法院上訴庭裁定政府在「危害公安」情況下，引用《緊急法》屬合憲。
2020年11月25日，泛民，大律師公會向終審法院提出上訴，其後，時任首席法官馬道立，三名常任法官及一名非常任法官裁定政府終極勝訴，緊急情況規例條例沒有違反憲法。

## 外部連結
- 第241章 《緊急情況規例條例》（页面存档备份，存于）